# 9 Persei
Cet article porte sur l'étoile i Persei. Elle ne doit pas être confondue avec ι (iota) Persei, ni  avec l Persei.
Désignations
9 Persei (en abrégé 9 Per) est une étoile supergéante et variable de la constellation boréale de Persée. 9 Persei est sa désignation de Flamsteed, mais elle porte également la désignation de Bayer de i Persei ainsi que la désignation d'étoile variable de V474 Persei. L'étoile est visible à l'œil nu avec une magnitude apparente d'environ 4,2. 

## Environnement stellaire
9 Persei présente une parallaxe annuelle de 0,79 mas mesurée par le satellite Gaia, ce qui indique qu'elle est distante d'approximativement ∼ 4 200 a.l. (∼ 1 290 pc) de la Terre. Elle se rapproche du Système solaire à une vitesse radiale de −18,1 km/s. L'étoile est membre de l'association OB Perseus OB1.
9 Persei possède un compagnon visuel de magnitude 12,0, désigné 9 Persei B. En 2020, il était situé à une distance angulaire de 11,5 secondes d'arc et à un angle de position de 162° de l'étoile primaire. Les deux étoiles apparaissent ne pas être physiquement liées.

## Propriétés

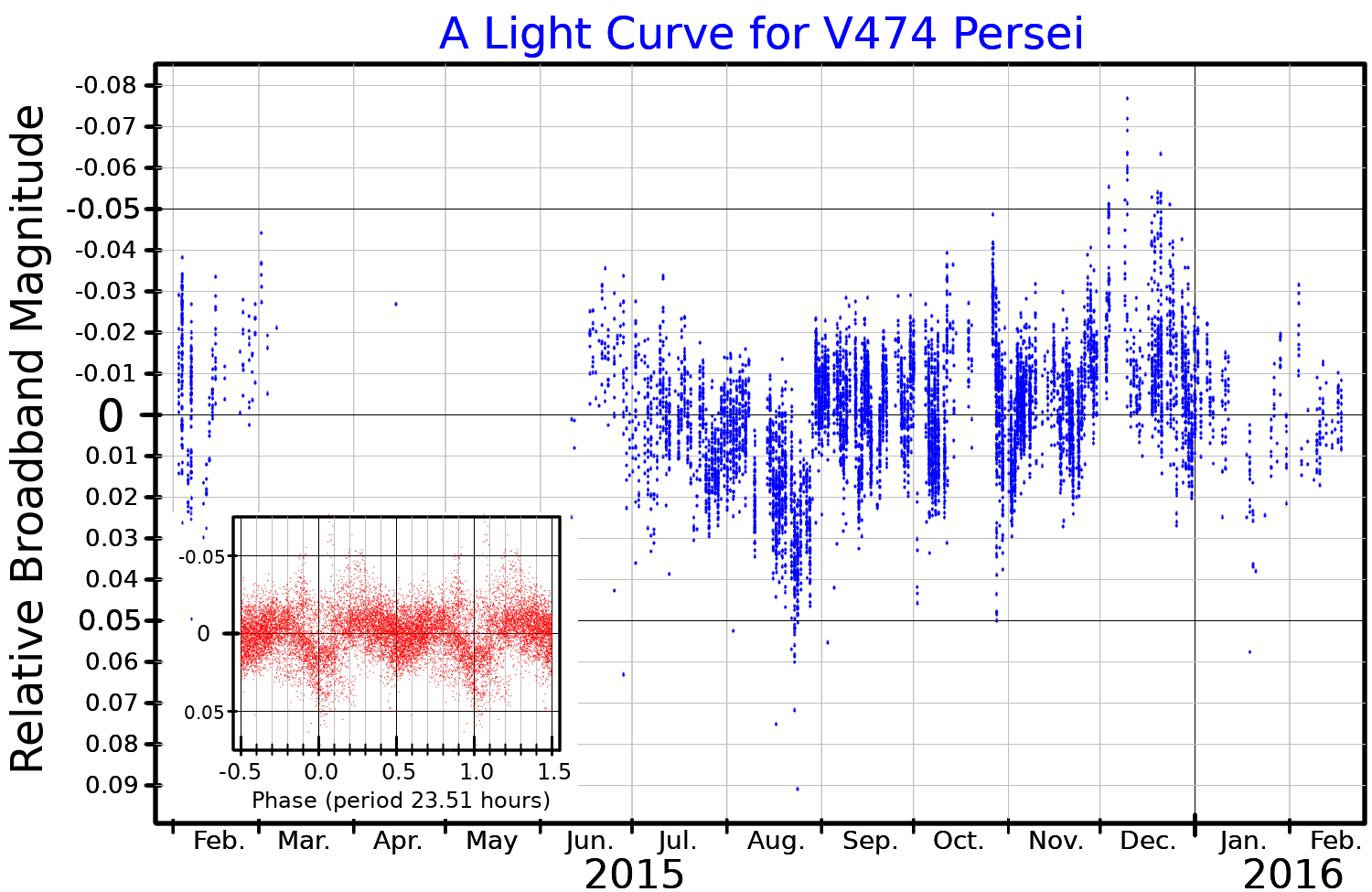
Courbe de lumière de 9 Persei. Le graphique principal montre la variation sur un an, tandis que le graphique en encadré montre les mêmes données mais réparties selon la meilleure période. D'après Burggraaff (2018).

9 Persei est une supergéante blanche de type spectral A2 Ia, une étoile massive qui a épuisé les réserves en hydrogène de son cœur et qui fusionne désormais des éléments plus lourds. C'est une variable de type Alpha Cygni, un type de variable pulsante non-radiale. Sa luminosité varie entre les magnitudes 5,15 et 5,25. L'étoile est estimée être 10,5 fois plus massive que le Soleil et être âgée d'environ 25 millions d'années. Son rayon est environ 89 fois plus grand que le rayon solaire, elle est plus de 12 000 fois plus lumineuse que le Soleil et sa température de surface est de 9 840 K.